# Weiner Riascos
Weiner Alejandro Riascos Arboleda (Cali, 26 de junio de 1997-Cali, 15 de mayo de 2023) fue un futbolista colombiano que jugaba como delantero y cuyo último equipo fue el ART Municipal Jalapa de la Liga Primera de Nicaragua.

## Trayectoria
Su carrera profesional en Chile inició posteriormente de probar suerte en las inferiores Sub-19 del club Universidad Católica donde mediante la gestión de un empresario chileno lo llevaron a jugar a San Luis de Quillota, equipo que militaba en la primera división del fútbol chileno.
Particularmente, a la par de entrenar en las inferiores del club San Luis de Quillota, el futbolista en la ciudad de Quillota aunque por decisión del club optó por dejar la profesión.
Anteriormente realizó las inferiores en el club Atlético Huila donde logró debutar en 2016. Hizo inferiores en Sima Monverde de Estados Unidos en 2013, pasó por Rayo Majadahonda de España en 2015 y por Atlético Huila en 2016, donde logró debutar como profesional.

## Muerte
El 15 de mayo de 2023, Weiner Riascos falleció durante un asalto en Cali, a los 25 años.

## Clubes
| Club                   | País           | Año       |
| ---------------------- | -------------- | --------- |
| Sima USA               | Estados Unidos | 2013-2015 |
| Atlético Huila         | Colombia       | 2016      |
| San Luis               | Chile          | 2017      |
| Malleco Unido (cesión) | Chile          | 2018      |
| Real Juventud          | Honduras       | 2019      |
| Real Juventud          | Honduras       | 2021      |
| ART Municipal Jalapa   | Nicaragua      | 2022-2023 |